# Ånäset
Ånäset är en tätort i Robertsfors kommun, cirka 13 km nordost om Robertsfors. Europaväg 4 passerar genom Ånäset. Kålabodaån flyter genom tätorten. 

## Historik
Ånäsets tätort har vuxit upp kring Nysätra kyrkby, egentligen Nybyn, som var tingsställe för Nysätra tingslag. Det gamla tingshuset ligger än i dag kvar i Ånäsets samhälle. 
Ånäset är kyrkby i Nysätra socken och ingick efter kommunreformen 1862 i Nysätra landskommun. I denna inrättades för orten 14 novembers 1941 Ånäsets municipalsamhälle som upplöstes 31 december 1957. Orten ingår sedan 1974 i Robertsfors kommun.

### Befolkningsutveckling
| Befolkningsutvecklingen i Ånäset 1960–2020 | Befolkningsutvecklingen i Ånäset 1960–2020 | Befolkningsutvecklingen i Ånäset 1960–2020 | Befolkningsutvecklingen i Ånäset 1960–2020 | Befolkningsutvecklingen i Ånäset 1960–2020 |
| ------------------------------------------ | ------------------------------------------ | ------------------------------------------ | ------------------------------------------ | ------------------------------------------ |
|                                            |                                            |                                            |                                            |                                            |
| År                                         |                                            |                                            | Folkmängd                                  | Areal (ha)                                 |
| 1960                                       | 1960                                       |                                            | 507                                        |                                            |
| 1965                                       | 1965                                       |                                            | 575                                        |                                            |
| 1970                                       | 1970                                       |                                            | 740                                        |                                            |
| 1975                                       | 1975                                       |                                            | 824                                        |                                            |
| 1980                                       | 1980                                       |                                            | 845                                        |                                            |
| 1990                                       | 1990                                       |                                            | 777                                        | 110                                        |
| 1995                                       | 1995                                       |                                            | 709                                        | 112                                        |
| 2000                                       | 2000                                       |                                            | 650                                        | 112                                        |
| 2005                                       | 2005                                       |                                            | 622                                        | 112                                        |
| 2010                                       | 2010                                       |                                            | 610                                        | 121                                        |
| 2015                                       | 2015                                       |                                            | 603                                        | 138                                        |
| 2020                                       | 2020                                       |                                            | 590                                        | 137                                        |
|                                            |                                            |                                            |                                            |                                            |

## Affärer och näringsliv
I Ånäset har Norrmejerier ett ostlager för bland annat Västerbottensost. Där finns också en livsmedelsbutik, en järnaffär, en blomsteraffär och en pizzeria.

## Osthyveln
Ånäset har världens största svarvade osthyvel. Den är designad av Jörgen Holmström Ekorrbo Hantverk och symboliserar porten till Ostriket. Osthyveln, eller egentligen två hyvlar som lutar sig mot varandra, restes 2004, kostade 110 000 kronor och finansierades av Robertsfors kommun och EU. Osthyveln gick från att vara världens största till världens näst största år 2015 då det i Ringebu kommun i Norge restes en ännu större osthyvel med en höjd av 7,7 meter och vikt på 820kg. År 2025 flyttades osthyveln cirka 15 meter från sitt ursprungliga läge för att lämna plats för den kommande ombyggnationen av väg E4 samt en ny gång- och cykelbana.

## Kända personer från Ånäset
- Helena Lindahl, riksdagsledamot för Centerpartiet.
- Göran Stenlund, sångare
- Carl Olof Rosenius, väckelsepredikant EFS